# 托马斯·吉尔丁

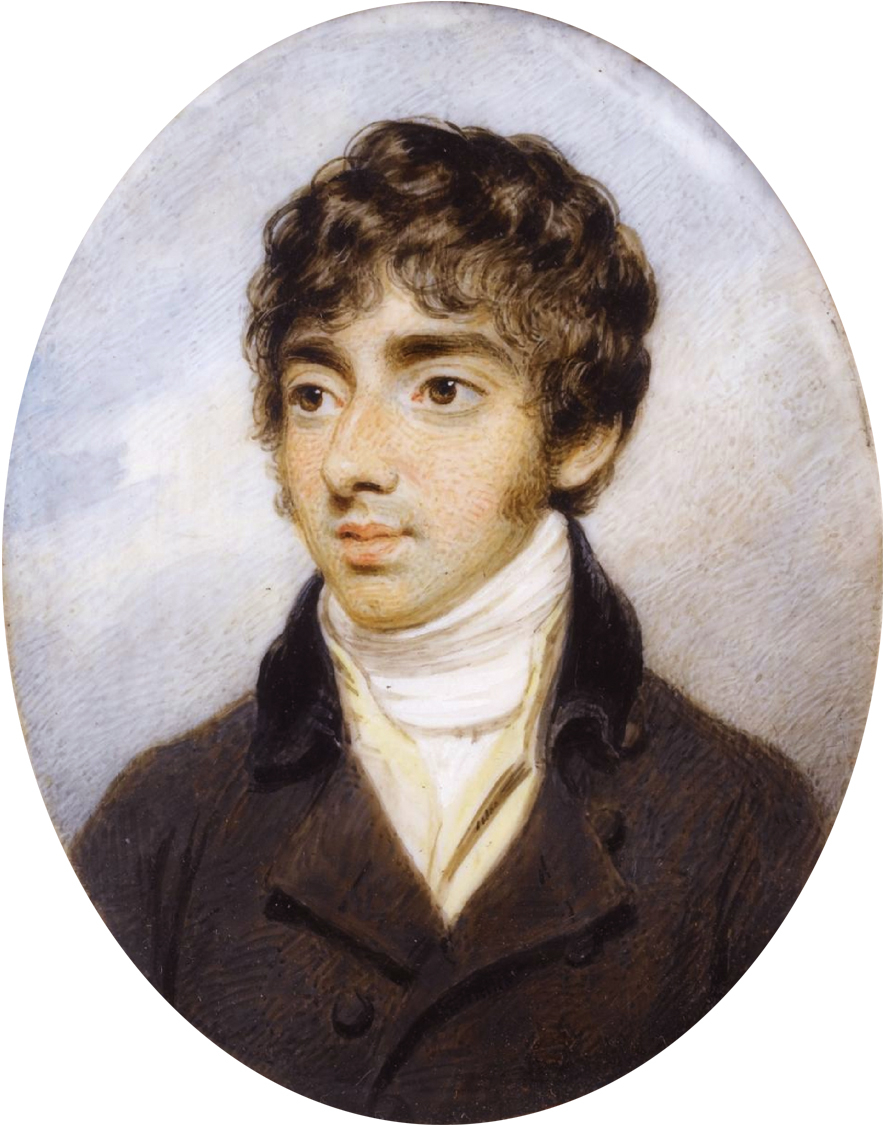
托马斯·吉尔丁

托马斯·吉尔丁（Thomas Girtin，1775年—1802年11月9日），英国画家，蚀刻画家。吉尔丁出生在伦敦南华克区一个成功的绳索制造商家里。在他幼年时父亲病逝，他的母亲嫁给了一个绘图员瓦根。吉尔丁跟随继父学习绘画，后来又师从金属版画家爱德华·多耶斯（Edward Doyes，1763年-1804年），他还结识了J.托纳（J. M. W. Turner）。
吉尔丁的建筑设计图以及地形测绘图还有绘画使他成名。他在风景画上使用水彩使他成为了现代水彩画的创始人。他的蚀刻画也充分体现他的艺术才华和个性。可惜他因肺结核英年早逝，托纳评论道“如果吉尔丁还活着，我一定没有现在的饭碗了。”从1794年到他去世前，他的作品一直在皇家艺术学院展出，其中一些优秀的作品由私人收藏家捐赠给了大英博物馆和维多利亚与艾伯特博物馆（Victoria and Albert Museum）。